# Blinkist
Blinkist ist ein größtenteils kostenpflichtiger Abo-Service, der Sachbücher beziehungsweise Bildungs-Podcasts auf Englisch, Deutsch sowie Spanisch in den wichtigsten Kernaussagen zusammenfasst. Die Inhalte werden als Text- und Audiodatei bereitgestellt und haben eine Länge von etwa 15–25 Minuten. Blinkist wurde 2012 von vier Berliner Studenten gegründet und hat nach eigenen Angaben mit Stand Dezember 2024 weltweit über 32 Millionen Nutzer. (Mai 2023: 26 Millionen)
Das Repertoire umfasste im Mai 2023 laut Unternehmensangaben mehr als 6500 Titel. Im Oktober 2021 waren es 5000, im April 2021 waren 1500 Titel in deutscher Sprache verfügbar.
Am 8. Mai 2023 wurde bekannt gegeben, dass Go1 Blinkist übernommen hat.

## Geschichte

### Anfänge und Aufstieg
Das Unternehmen wurde im August 2012 von den Studienfreunden Holger Seim, Tobias Balling, Niklas Jansen und Sebastian Klein gegründet. Da sie alle gerne lasen, wollten sie Wege finden, mehr Bücher in kürzerer Zeit zu lesen. Während ihrer akademischen Reisen nutzten sie Notizen, um sich an die Bücher zu erinnern, die sie gelesen hatten, und erkannten den Wert, den dies für ihren Lernprozess bedeutete. Daher erstellten sie eine App, um jederzeit Zugriff auf ihre Notizen zu haben.
2013 ging die erste Version der Blinkist-App mit textbasierten Buchzusammenfassungen live. Das Unternehmen bezog sein erstes Büro in Berlin mit insgesamt acht Mitarbeitern.
Seit 2023 hat Blinkist 26 Millionen App-Downloads mit 6.500 Titeln in seiner Bibliothek.
Blinkist arbeitet mit mehr als 45 Sachbuchverlagen weltweit zusammen und arbeitet direkt mit über 50 Autoren und Vordenkern zusammen, um Inhalte für die App zu erstellen. Blinkist wird von der Blinks Labs GmbH in Berlin betrieben. Der Hauptsitz befindet sich im Berliner Stadtteil Neukölln. Blinkist beschäftigt rund 160 Vollzeitangestellte und Freiberufler.

### Übernahme
Im Mai 2023 verkündete Blinkist, dass die Firma vom australischen Ed-Tech-Startup Go1 übernommen wurde. Die Summe des Exits ist nicht offiziell bekannt.
Die Marke Blinkist soll weiterhin bestehen bleiben und zukünftig „eine neue Sparte von Go1 bilden“, das primär den Einzelkunden als Zielgruppe betreut. Gemeinsam soll ein Lernmodell erstellt werden, das die Bedürfnisse von Lernenden ganzheitlich abdeckt.

## Geschäftsmodell
Die Kosten der Nutzung des Dienstes belaufen sich bei einem Abonnement für einen Monat auf 12,99 Euro. Es besteht auch die Möglichkeit einer kostenlosen Verwendung von Blinkist. Der Benutzer hat dann pro Tag aber nur Zugriff auf einen vorgegebenen Titel. Zudem entfallen dann einige Funktionen. Laut der Literaturwissenschaftlerin Julika Griem zielt Blinkist  wie das ältere getAbstract auf Menschen, die zu wenig Zeit für vertiefte Eigenlektüre ganzer Werke haben, andererseits viel Zeit mit der „Kommunikation in verteilten und mobilen Konstellationen“ verbringen. Blinkist richtet sich dabei eher an karriereorientierte Berufstätige „im Stil einer jüngeren Gründer- und Kreativszene“.

## Rezeption
In einem von dem Dienst Gründerszene.de veröffentlichten Testbericht kritisiert der Rezensent, dass die knappe Zusammenfassung die vom Buchautor getroffenen Aussagen missverständlich wiedergibt. Lesen.net bewertet die von professionellen Sprechern erstellten Audiodateien als sehr angenehm. Die aufbereiteten Inhalte werden allerdings als sehr knapp beschrieben und reichen für einen ersten Eindruck und eine mögliche Kaufentscheidung. Für tiefergehende Informationen sei das Lesen des Ursprungswerks unumgänglich.
Andere Medien loben die Zweckmäßigkeit des Services und berichten über eine überraschend gute Qualität der Titel.
Das International Center for New Media zeichnete Blinkist 2016 mit dem World Summit Award aus, der digitale Innovationen unterstützt, die das Ziel verfolgen, die Welt zu einem besseren Ort zu machen. Blinkist gewann die Auszeichnung in der Kategorie „Lernen und Bildung“, da die App den weltweiten Wissensaustausch fördere und somit aktiv zu einem positiven sozialen Wandel beitrage.
Verschiedene Autoren kritisierten Blinkist, da die Zusammenfassungen Aussagen oft verkürzen oder verfälschen, ohne dabei transparent zu machen, dass es sich um Interpretationen handelt, die nicht vom ursprünglichen Autor stammen. Ein weiterer Kritikpunkt ist, dass der Dienst ihre Ideen nutzt, aber sie dabei nicht automatisch am Gewinn beteiligt. Blinkist selbst argumentiert, dass die Zusammenfassungen eigenständige Werke seien.
Julika Griem formuliert die Vermutung, dass Blinkist „Masse gegen Klasse ausspiele“: „zügige Weiterbildung durch Komplexitätsreduktion, […] speed reading, Fastfood-Lesen und Bildung-light“. Andererseits helfe es gerade Studenten bei der Auswahl lesenswerten Materials.